# Robert Reynaert
Robert Reynaert MAfr (* 16. April 1906 in Ath; † 2. Mai 1945 in Lübeck) war ein belgischer römisch-katholischer Geistlicher, Weißer Vater und Märtyrer.

## Leben
Robert Reynaert war Oberer des Seminars der Weißen Väter in Thy-le-Château (Ortsteil von Walcourt), 20 km südlich von Charleroi. Am 31. August 1944 wurde er zusammen mit acht Mitbrüdern und fünf Laien von der nationalsozialistischen Besatzungsmacht festgenommen und in das KZ Neuengamme deportiert. Ende April 1945 wurde er nach Lübeck gebracht und kam dort bei einem Bombenangriff im Alter von 39 Jahren ums Leben.

## Gedenken
An die Geschehnisse erinnert in Thy-le-Château (in der Rue du Fourneau) seit 1995 ein Denkmal, das auch seinen Namen verzeichnet.